# Сабор у Сремским Карловцима 1780.
На сабору 1780. год. у Сремским Карловцима за митрополита буде изабран темишварски владика Мојсије Путник. После овог сабора држан је и синод. На њему се предложило да се споје будимска и бачка епархија, и да се владикама једнака плата издаје, али ни један предлог не може продрети.